# 히가시하마 나오
히가시하마 나오(일본어: 東浜 巨, 1990년 6월 20일 ~ )는 일본의 프로 야구 선수이며, 현재 퍼시픽 리그인 후쿠오카 소프트뱅크 호크스의 소속 선수(투수)이다.

## 인물

### 프로 입단 전
이름의 유래는 ‘몸도 마음도 크게 성장하라’는 의미에서 붙여진 것이라고 한다. 초등학교 2학년 때부터 본격적으로 야구를 시작했으며 요카쓰 중학교 시절 연식 야구부에 소속되어 3학년 때 팀내 에이스로서 팀을 소속 현 대회 우승 및 규슈 대회 3위로 이끌었다.
오키나와쇼가쿠 고등학교에서는 1학년 춘계 대회 때 벤치에 앉았으며, 3학년 때 춘계 선발 야구 대회에서 5경기 동안 41이닝을 던지며 평균 자책점 0.66으로 오키나와쇼가쿠 고등학교를 9년 만에 우승으로 이끌었다. 하계 대회(전국 고등학교 야구 선수권 오키나와 대회)에서는 현 대회 결승전 상대인 우라소에 상업고등학교에게 패하여 준우승했다. 당시 프로 구단으로부터 주목을 받았으나 대학 진학을 희망하여 프로 지망계는 제출하지 않았고, 결국 아시아 대학에 입학하게 되었다.

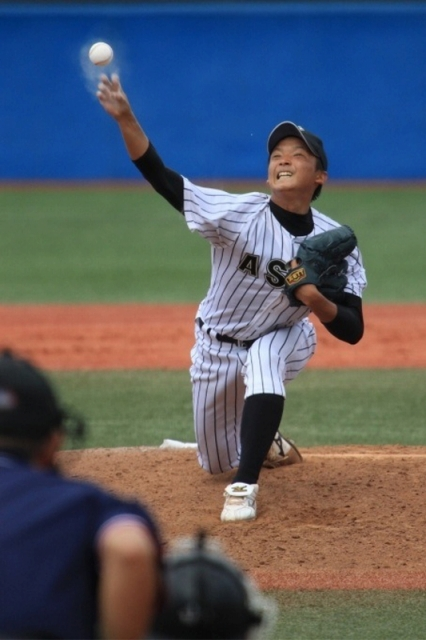
대학 시절의 히가시하마

아시아 대학에 진학한 이후 경식 야구부에 소속되어 1학년 때 도토 대학 야구 리그에 출전했다. 첫 등판부터 3경기 연속 완봉승을 따내며 신인상을 수상했고 이후 MVP 2회, 감투상 1회, 베스트 나인(투수 부문) 4회 등 도토 대학 리그를 대표하는 에이스가 되었다. 3학년 가을에는 마쓰누마 마사유키(당시 도요 대학 소속)가 가지고 있던 리그 완봉 기록인 15개를 넘어 16개로 경신했다. 4년차에는 아시아 대학에선 최초로 투수로서 주장으로 발탁되었다. 미일 대학 야구 선수권 대회에는 통산 4경기에 출전해 9이닝을 던지며 1.00의 평균 자책점을 기록했고 제25회 아시아 야구 선수권 대회(1학년 여름)와 U-26 NPB 선발 대 대학 일본 대표(1학년 가을)의 대학 일본 대표팀에도 발탁되었다. 이후 도토 대학 리그 통산 최다인 22개의 완봉 기록을 가지게 되었다.
2012년 드래프트 회의에서는 후쿠오카 소프트뱅크 호크스와 사이타마 세이부 라이온스, 요코하마 DeNA 베이스타스의 3개 구단에서 1순위로 지명을 받았으며 추첨 결과 소프트뱅크가 교섭권을 획득했다. 그리고 11월 30일에는 계약금 1억 엔에 플러스 성과급 5000만 엔, 연봉 1500만 엔의 계약을 맺고 정식으로 입단하게 되었다. 등번호는 16번을 달게 되었는데 본인(히가시하마)의 등번호인 16번은 10번대에서는 드물게 타자들도 적지 않지만 본인(히가시하마) 등 투수들이 많이 착용한다.

### 프로 입단 후

#### 2013년
즉시 전력감이라고 예상되었으나 시범 경기에서 만족스럽지 못한 피칭을 하며 결국 2군에서 개막을 맞이하게 되었고 개막 로테이션은 동기인 야마나카 히로후미에게 양보하게 되었다. 4월 11일 오릭스 버펄로스전에서 프로 데뷔 후 처음으로 선발 등판을 했지만 만루 홈런을 맞는 등 4이닝 동안 6실점으로 강판되었으며 경기 자체는 마쓰다 노부히로의 끝내기 홈런으로 팀은 승리하여 패전은 면했다. 두 번째의 등판이 된 도호쿠 라쿠텐 골든이글스와의 경기(K스타 미야기)에서도 5이닝 동안 6실점을 기록하여 강판돼 패전 투수가 되었고 다음날에 바로 2군으로 내려갔다. 이후에는 2군에서 활약하여 그 해 프레시 올스타전의 웨스턴 리그 대표 선수로 발탁되었다. 프레시 올스타전에서는 선발 투수를 맡아 2이닝 동안 1피안타 무실점의 호투로 우수 선수로 선정되었다.
4월 18일 이래의 등판이 되는 9월 23일 지바 롯데 마린스전(QVC 마린필드)에서 선발로 나와 6이닝을 3피안타 3실점의 호투로 프로 데뷔 첫 승리 투수가 되었고 10월 5일의 홋카이도 닛폰햄 파이터스전에서 프로 첫 완봉승을 거뒀다.

## 플레이 스타일
투구폼은 오버핸드스로로 최고 152 km/h(프로 입단 후에는 147 km/h)의 직구와 변화가 큰 투심, 구속이 다른 여러 종류의 슬라이더. 커브, 커터를 구사하며 맞춰잡는 피칭을 한다. 타자의 타이밍을 뺏는 것에 능하며, 경기 중 투구를 수정하는 능력도 뛰어나다.
대학 시절에는 리그 통산 최다 탈삼진 기록을 수립하기도 했지만 탈삼진 비율은 높지 않은 편이며, 리그 완봉 기록도 보유하고 있다. 하지만 완봉을 의식하지 않고, 어떤 식으로든지 이길 수 있는 투수가 되는 것을 목표로 삼고 있다.

## 에피소드
- 전 프로 야구 선수인 오노 린과는 친척 관계에 있는데, 외할머니끼리 자매라고 한다.

## 상세 정보

### 출신 학교
- 오키나와 쇼가쿠 고등학교
- 아시아 대학

### 선수 경력
- 후쿠오카 소프트뱅크 호크스(2013년 ~ )

### 수상·타이틀 경력

#### 타이틀
- 다승왕 : 1회(2017년)

#### 수상
- 월간 MVP : 1회(2017년 7월) ※투수 부문
- 류큐 신보 스포츠 영예상(2017년)[14]
- 야나세·후쿠오카 소프트뱅크 호크스 MVP상(2017년)[15]

### 개인 기록

#### 투수 기록
- 첫 등판·첫 선발 등판 : 2013년 4월 11일, 대 오릭스 버펄로스 3차전(후쿠오카 야후오쿠! 돔), 3과 1/3이닝 6실점(1자책점)에서 승패는 연결되지 않음[6]
- 첫 탈삼진 : 상동, 2회초에 이토이 요시오로부터 루킹 삼진
- 첫 승리·첫 선발 승리 : 2013년 9월 23일, 대 지바 롯데 마린스 24차전(QVC 마린필드), 6이닝 3실점[10]
- 첫 완투·첫 완투 승리·첫 완봉 승리 : 2013년 10월 5일, 대 홋카이도 닛폰햄 파이터스 24차전(삿포로 돔), 9이닝 4피안타 10탈삼진(무4사구)

#### 타격 기록
- 첫 타석 : 2016년 6월 3일, 대 히로시마 도요 카프 1차전(MAZDA Zoom-Zoom 스타디움 히로시마), 2회초에 구로다 히로키로부터 볼넷

### 등번호
- 16(2013년 ~ )

### 연도별 투수 성적
| 2013년 | 소프트뱅크 | 5  | 5  | 1 | 1 | 1 | 3  | 1 | 0 | 0     | .750 | 120   | 28.2  | 27  | 4  | 9  | 0 | 1  | 25  | 0 | 0  | 15 | 9    | 2.83 | 1.24       |            |    |    |   |   |   |    |    |   |   |      |      |       |     |    |    |   |   |     |   |   |     |     |      |      |
| 2014년 | 소프트뱅크 | 7  | 5  | 0 | 0 | 0 | 2  | 2 | 0 | 0     | .500 | 161   | 35.1  | 35  | 3  | 23 | 0 | 1  | 30  | 2 | 0  | 17 | 15   | 3.82 | 1.64       |            |    |    |   |   |   |    |    |   |   |      |      |       |     |    |    |   |   |     |   |   |     |     |      |      |
| 2015년 | 소프트뱅크 | 6  | 5  | 0 | 0 | 0 | 1  | 2 | 0 | 0     | .333 | 135   | 28.0  | 35  | 2  | 17 | 0 | 1  | 23  | 0 | 0  | 15 | 15   | 4.82 | 1.82       |            |    |    |   |   |   |    |    |   |   |      |      |       |     |    |    |   |   |     |   |   |     |     |      |      |
| 2016년 | 소프트뱅크 | 23 | 20 | 0 | 0 | 0 | 9  | 6 | 0 | 0     | .600 | 545   | 135.0 | 113 | 13 | 37 | 0 | 2  | 100 | 1 | 0  | 49 | 45   | 3.00 | 1.11       |            |    |    |   |   |   |    |    |   |   |      |      |       |     |    |    |   |   |     |   |   |     |     |      |      |
| 2017년 | 소프트뱅크 | 24 | 24 | 2 | 1 | 0 | 16 | 5 | 0 | 0     | .762 | 637   | 160.0 | 135 | 17 | 44 | 0 | 1  | 139 | 2 | 0  | 48 | 47   | 2.64 | 1.12       |            |    |    |   |   |   |    |    |   |   |      |      |       |     |    |    |   |   |     |   |   |     |     |      |      |
| 2018년 | 17         | 17 |    |   | 0 | 7 | 5  | 0 | 0 | 0.583 | 425  | 103.0 | 91    | 15  | 32 | 0  | 3 | 83 | 1   | 0 | 42 | 38 | 3.32 |      | 통산 : 6년 | 통산 : 6년 | 82 | 59 | 3 | 2 | 1 | 38 | 21 | 0 | 0 | .644 | 2023 | 490.0 | 435 | 54 | 86 | 0 | 6 | 317 | 5 | 0 | 144 | 131 | 3.05 | 1.11 |

- 2017년 시즌 종료 기준.
- 굵은 글씨는 시즌 최고 성적.